# Vanina Sánchez Berón
Vanina Paola Sánchez Berón (San Martín de los Andes, 13 de marzo de 1979) es una deportista argentina que compitió en taekwondo.
Ganó una medalla en el Campeonato Mundial de Taekwondo de 1995, y cuatro medallas en el Campeonato Panamericano de Taekwondo entre los años 1996 y 2004. En los Juegos Panamericanos consiguió tres medallas entre los años 1995 y 2003.

## Palmarés internacional
| Campeonato Mundial      | Campeonato Mundial              | Campeonato Mundial | Campeonato Mundial |
| Año                     | Lugar                           | Medalla            | Categoría          |
| ----------------------- | ------------------------------- | ------------------ | ------------------ |
| 1995                    | Manila (Filipinas)              | Medalla de plata   | –60 kg             |
| Juegos Panamericanos    |                                 |                    |                    |
| Año                     | Lugar                           | Medalla            | Categoría          |
| 1995                    | Mar del Plata (Argentina)       | Medalla de oro     | –65 kg             |
| 1999                    | Winnipeg (Canadá)               | Medalla de bronce  | –57 kg             |
| 2003                    | Santo Domingo (Rep. Dominicana) | Medalla de plata   | –67 kg             |
| Campeonato Panamericano |                                 |                    |                    |
| Año                     | Lugar                           | Medalla            | Categoría          |
| 1996                    | La Habana (Cuba)                | Medalla de plata   | –60 kg             |
| 1998                    | Lima (Perú)                     | Medalla de bronce  | –55 kg             |
| 2002                    | Quito (Ecuador)                 | Medalla de plata   | –63 kg             |
| 2004                    | Santo Domingo (Rep. Dominicana) | Medalla de plata   | –63 kg             |